# Arabinogalattani
Gli arabinogalattani sono dei polisaccaridi a catena ramificata, costituiti da monosaccaridi di arabinosio e galattosio.
In natura si trovano due classi di arabinogalattani: il vegetale e il microbico. Nelle piante, è un componente fondamentale di molte gomme, tra cui la gomma arabica e la gomma ghatti. Si trova spesso legato alle proteine e funziona da molecola di segnalazione intercellulare o viene usato per sigillare le ferite della pianta.
L'arabinogalattano microbico è un componente strutturale della parete cellulare micobatterica. Sia l'arabinosio che il galattosio esistono esclusivamente nella configurazione furanosa. La porzione galattiana è lineare, costituita da circa 30 unità, unite da legami glicosidici alternati β- (1-5) e β- (1-6). La porzione arabiniana, è una struttura ramificata complessa di circa 30 residui,  uniti con legami α- (1-3), α- (1-5) e β- (1-2). Generalmente questa porzione è ricoperta da acidi micolici e si collega alla porzione galattiana attraverso tre punti di diramazione, probabilmente sui residui 8, 10 e 12.  L'arabinogalattano micobatterico è riconosciuto da una presunta immuno lectina presente nei cordati.